# T-Series
Super Cassettes Industries Private Limited, nota anche come T-Series, è un'etichetta discografica e casa di produzione cinematografica indiana fondata da Gulshan Kumar nel 1983. È nota principalmente per colonne sonore musicali di Bollywood e musica indian pop. T-Series gestisce anche il secondo canale con più iscritti su YouTube, con 287 milioni di iscritti al 28 Febbraio 2025.

## Storia
Gulshan Kumar, inizialmente un venditore di succhi di frutta a Delhi, fondò T-Series per vendere canzoni pirata di Bollywood e successivamente iniziò a produrre musica originale. La svolta arrivò con la colonna sonora del film Qayamat Se Qayamat Tak, composta da Anand-Milind e scritta da Majrooh Sultanpuri, che divenne uno degli album musicali indiani più venduti del 1988, con oltre 8 milioni di dischi venduti.
Nel 1990 la colonna sonora del film Aashiqui, composta da Nadeem-Shravan, vendette 20 milioni di copie, divenendo l'album di colonne sonore indiano più venduto di tutti i tempi. Dal 1997, a seguito all'assassinio di Gulshan Kumar da parte dell'organizzazione mafiosa D-Company, T-Series è guidata dal figlio Bhushan Kumar e dal fratello minore Krishan Kumar.
T-Series gestisce una rete di canali su YouTube. Il canale principale, contenente soprattutto video musicali e trailer di film, nel 2017 è diventato il canale più visto su YouTube. I contenuti sono principalmente in lingua hindī e talvolta in altre lingue, quali urdu, pangiabi, inglese, portoghese e spagnolo. Altri canali dell'azienda sono dedicati a contenuti in altre lingue indiane tra cui pangiabi, urdu, tamil, telugu, malayālaṃ, kannaḍa, bhojpuri, gujarātī, marāṭhi e rajasthani.